# Clean room

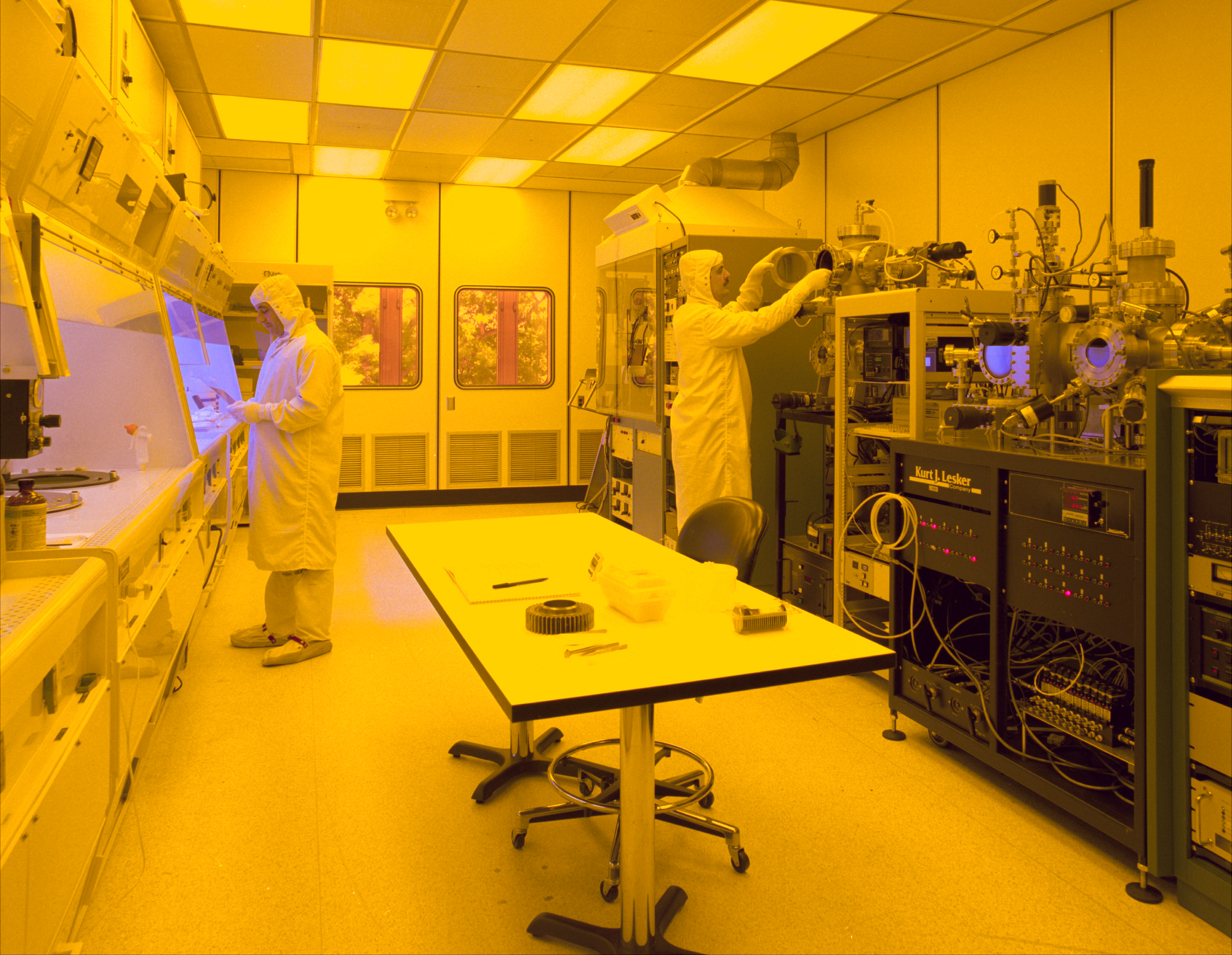
Pomieszczenie clean room w Glenn Research Center (NASA)

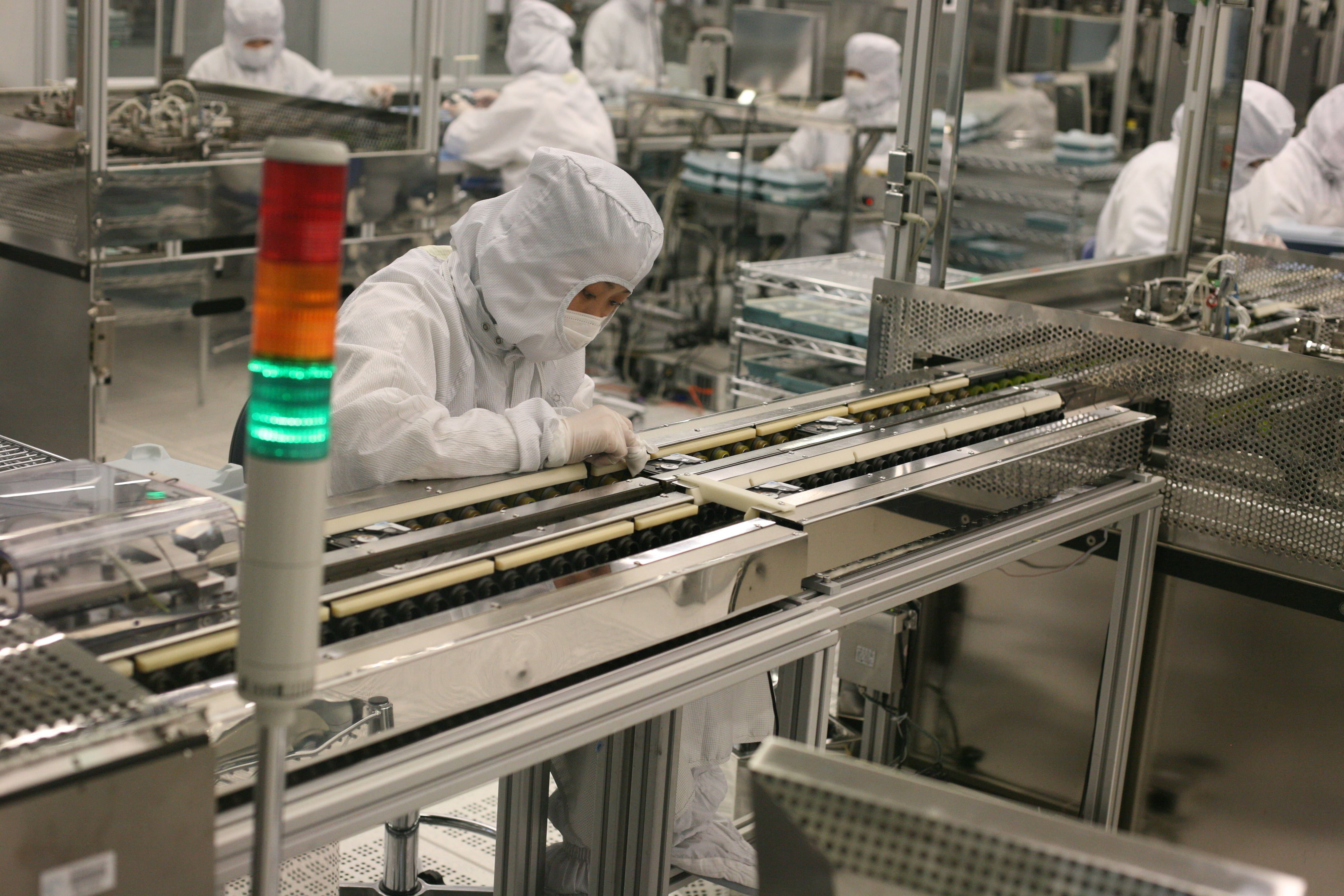
Wnętrze pomieszczenia clean room w firmie Seagate Technology

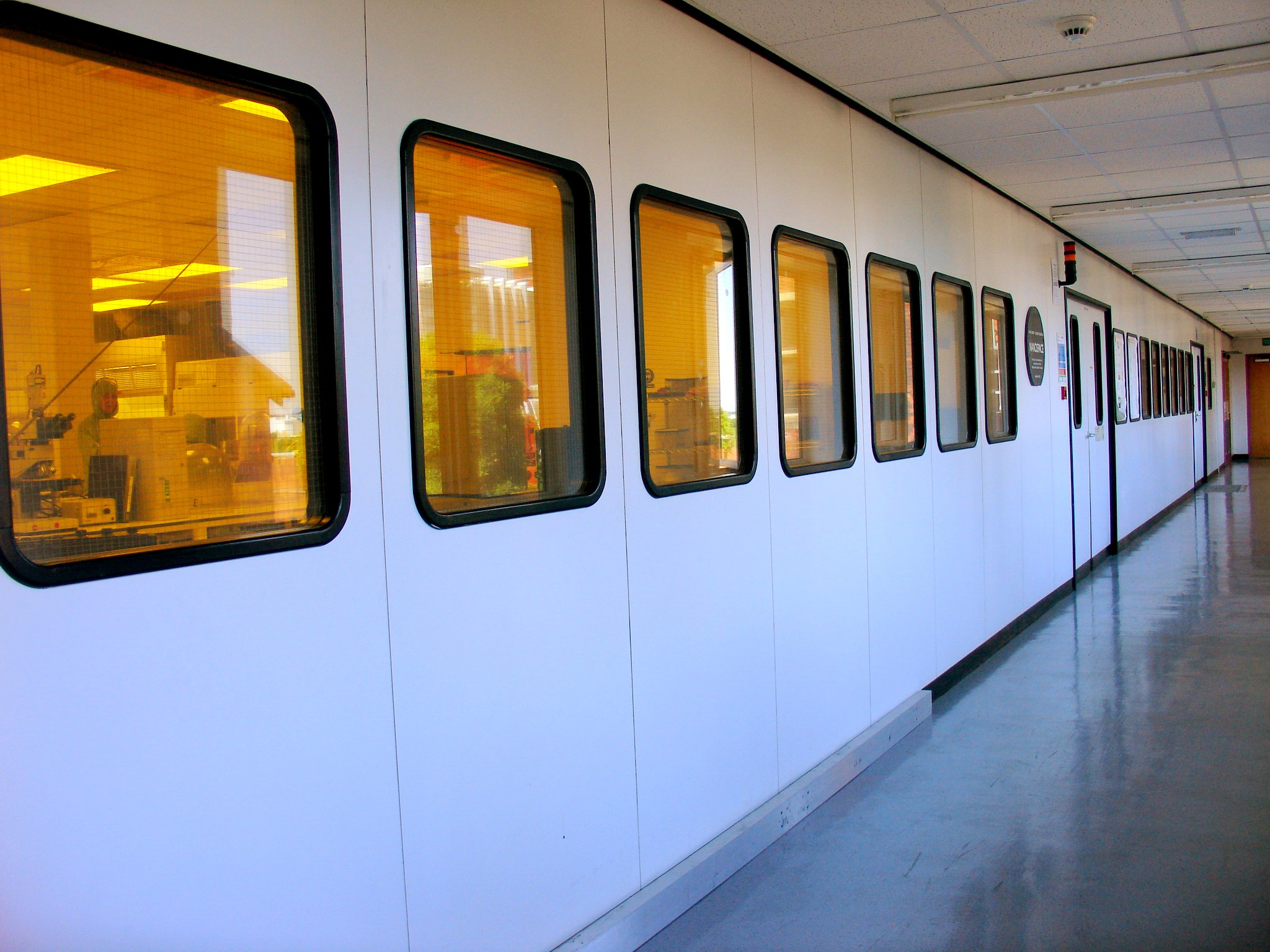
Zewnętrzny widok pomieszczenia clean room (Cardiff University)

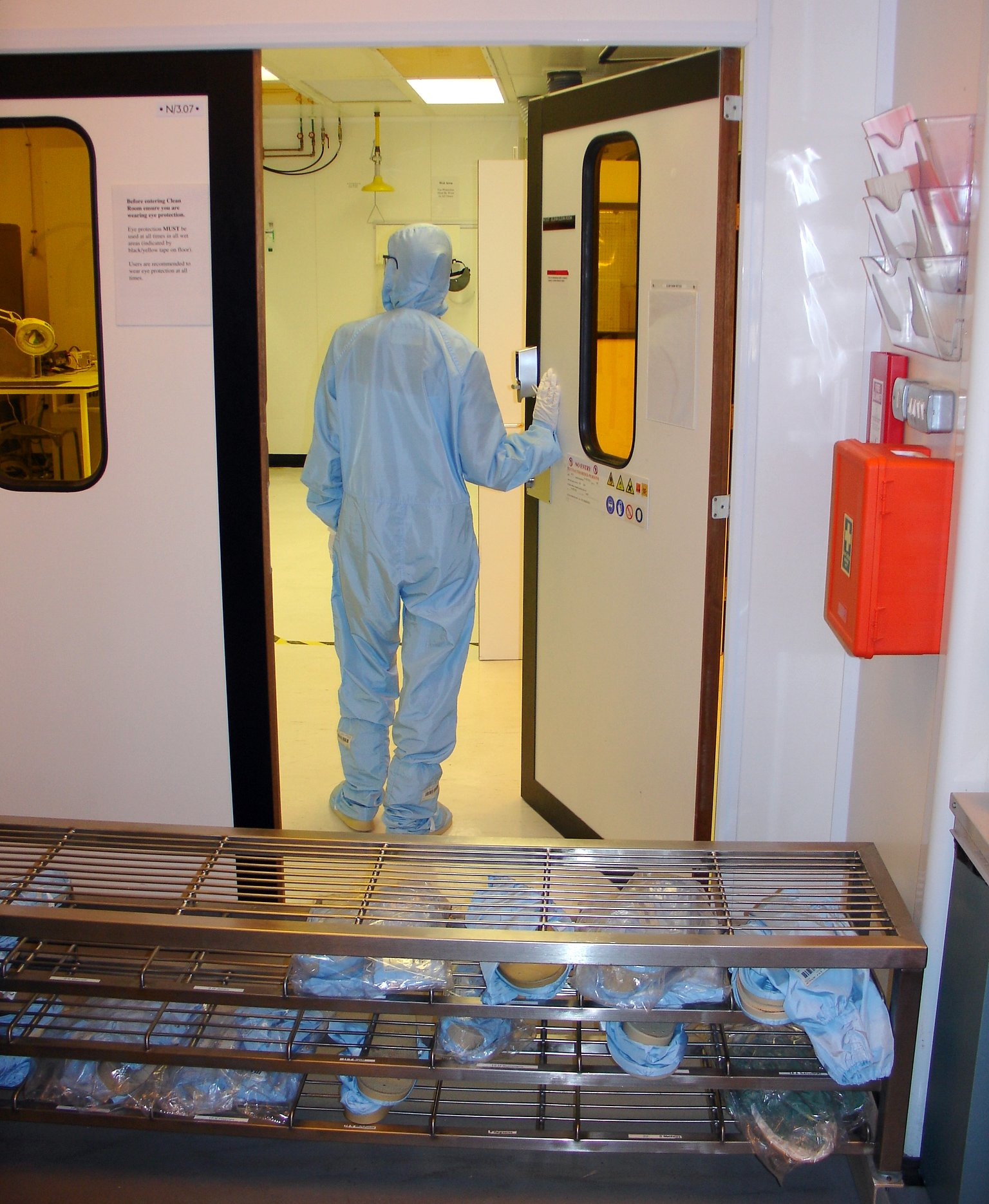
Wejście do clean room bezpośrednio z przedsionka bez śluzy powietrznej (Cardiff University)

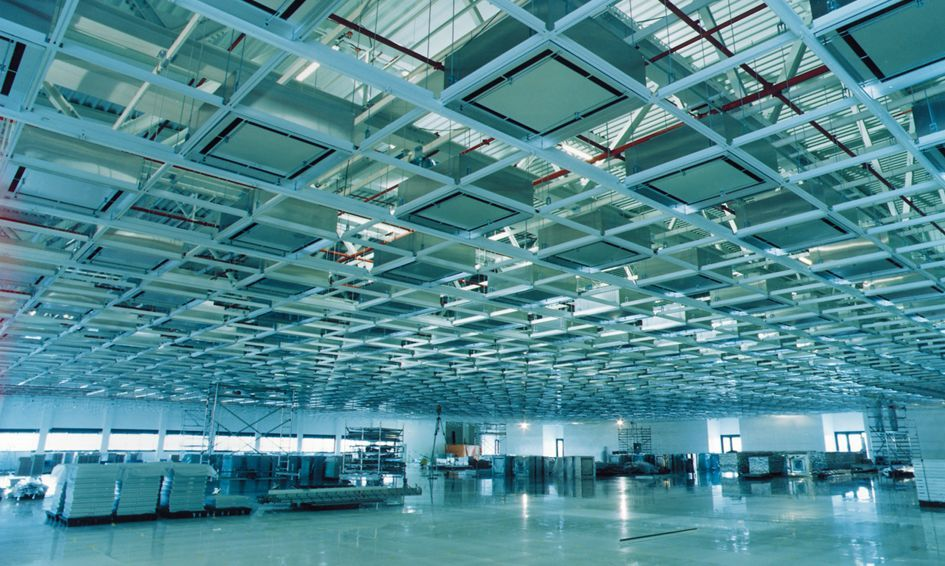
Cleanroom do produkcji mikroelektroniki (w budowie)

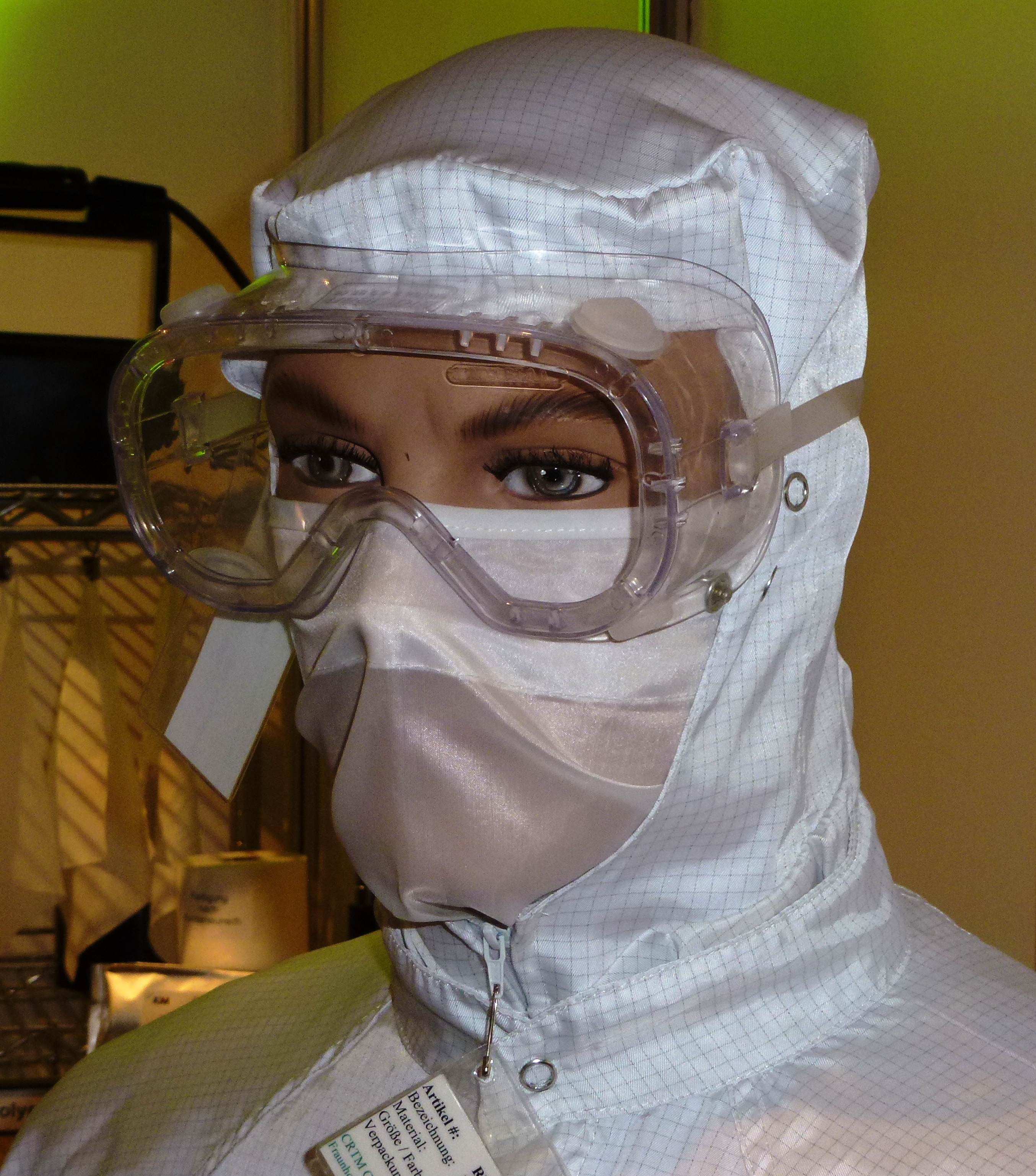
Typowe nakrycie głowy w pomieszczeniu typu clean room

Pomieszczenie czyste (z ang. cleanroom lub clean room) – rodzaj pomieszczenia o kontrolowanych parametrach środowiskowych, w szczególności zanieczyszczeń typu: pył, kurz, bakterie, opary chemiczne itp.
Pomieszczenia takie są używane do badań naukowych, jak również do produkcji z wykorzystaniem materiałów o wysokiej czystości (np. procesory komputerowe). W zależności od wymaganej czystości atmosfery pomieszczenia clean room dzielone są na klasy, w których definiuje się ilość i rozmiar zanieczyszczeń na metr sześcienny (ewentualnie stopę sześcienną) atmosfery.

## Opis
Pomieszczenia clean room mogą być bardzo duże, znacznie większe od tytułowego pokoju - w niektórych przypadkach może to być cała hala produkcyjna lub nawet większość fabryki (o powierzchni podłogi rzędu tysięcy metrów kwadratowych). Pomieszczenia takie są powszechnie używane podczas produkcji precyzyjnych przyrządów półprzewodnikowych, biotechnologii oraz innych dziedzin, w których nawet drobne zanieczyszczenia są krytycznym parametrem technologii.
Powietrze jest tłoczone do wnętrza clean room poprzez specjalny układ filtrów eliminujących kolejne frakcje zanieczyszczeń. Całe powietrze wewnątrz pomieszczenia jest ciągle filtrowane przez zestaw filtrów HEPA w celu usuwania zanieczyszczeń powstałych wewnątrz. Pracownicy wchodzący i opuszczający pomieszczenie muszą zrobić to przez śluzę powietrzną (czasem wyposażoną w prysznic powietrzny. Pracownicy wewnątrz clean room muszą przez cały czas być ubrani w specjalne kombinezony ochronne, maski na twarz, obuwie itd. (zobacz zdjęcie obok). W mniej kosztownych rozwiązaniach nie stosuje się śluzy powietrznej – wejście następuje bezpośrednio z przedsionka, w którym zakłada się ubiór ochronny.
Urządzenia wewnątrz clean room muszą być specjalnie zaprojektowane tak, aby nie generowały dodatkowych zanieczyszczeń. Popularne materiały takie jak: papier, ołówki, tkaniny naturalne itd. są zazwyczaj zabronione (z uwagi na ich łamliwość i przyczynianie się do powstawania kurzu).
Pomieszczenia niższej klasy zazwyczaj nie są sterylne (tzn. wolne od niekontrolowanych bakterii), a większa uwaga poświęcona jest mechanicznym cząstkom lotnym zawartym w powietrzu. Ich zawartość jest kontrolowana za pomocą licznika cząstek.
W niektórych pomieszczeniach typu clean room utrzymywane jest nieznacznie podwyższone ciśnienie atmosferyczne. Pomaga to bowiem w zapobieganiu dostawania się zanieczyszczeń z zewnątrz – w przypadku niewielkich nieszczelności powietrze będzie tylko wypływać na zewnątrz.
Często powietrze jest dodatkowo osuszane, co stwarza dodatkowe zagrożenie ładunkami elektrostatycznymi. W celu zapobieżenia ewentualnym wyładowaniom stosuje się odpowiednią odzież ochronną oraz dokładnie określone zasady pracy.
Żółte oświetlenie wewnątrz clean room (patrz zdjęcia) jest stosowane z uwagi na fakt, że jednym z procesów wykonywanych wewnątrz takiego pomieszczania jest litografia. Podczas fotolitografii używa się fotorezystów czułych na promienie ultrafioletowe. Podobnie jak w ciemni fotograficznej stosowanie oświetlenia o większej długości fali zapobiega niepożądanemu naświetleniu materiałów światłoczułych.

## Rozkłady strumieni powietrza dla różnych typów „czystych pokoi”
|  |  |

## Klasyfikacja
Na podstawie Rockwell Automation:
W tabelach norm dotyczących clean room podano maksymalne wartości liczby dopuszczalnych cząstek (zanieczyszczeń) na stopę sześcienną (dla US FED) oraz na metr sześcienny (dla ISO), dla każdej klasy.
Zgodnie z PN-EN ISO 14644-1:2016-03 zaktualizowano wzór, według którego zostaje wyliczona minimalna liczba punktów do poboru próbek powietrza na potrzeby klasyfikacji pomieszczenia czystego. Przyjęcie nowego podejścia do poboru prób umożliwia wnioskowanie z 95% poziomem ufności, że co najmniej 90% lokalizacji pomieszczenia nie przekracza limitu dla danej klasy czystości powietrza.

### Norma US FED STD 209E
| Klasa   | 0,1 µm | 0,2 µm | 0,3 µm | 0,5 µm  | 1 µm   | 5 µm  |
| ------- | ------ | ------ | ------ | ------- | ------ | ----- |
| 1       | 35     | 7      | 3      | 1       |        |       |
| 10      | 350    | 75     | 30     | 10      | 1      |       |
| 100     | 3 500  | 750    | 300    | 100     | 10     | 1     |
| 1 000   |        |        |        | 1 000   | 100    | 10    |
| 10 000  |        |        |        | 10 000  | 1 000  | 100   |
| 100 000 |        |        |        | 100 000 | 10 000 | 1 000 |

Uwaga: Norma US FED STD 209E została unieważniona 29 listopada 2001. 

### Norma ISO 14644-1
| Klasa | 0,1 µm    | 0,2 µm  | 0,3 µm  | 0,5 µm     | 1 µm      | 5 µm    |
| ----- | --------- | ------- | ------- | ---------- | --------- | ------- |
| ISO 1 | 10        | 2       |         |            |           |         |
| ISO 2 | 100       | 24      | 10      | 4          |           |         |
| ISO 3 | 1 000     | 237     | 102     | 35         | 8         |         |
| ISO 4 | 10 000    | 2 370   | 1 020   | 352        | 83        |         |
| ISO 5 | 100 000   | 23 700  | 10 200  | 3 520      | 832       | 29      |
| ISO 6 | 1 000 000 | 237 000 | 102 000 | 35 200     | 8 320     | 293     |
| ISO 7 |           |         |         | 352 000    | 83 200    | 2 930   |
| ISO 8 |           |         |         | 3 520 000  | 832 000   | 29 300  |
| ISO 9 |           |         |         | 35 200 000 | 8 320 000 | 293 000 |

### Porównanie
| ISO 14644-1 | FED STD 209E |
| ----------- | ------------ |
| ISO 3       | 1            |
| ISO 4       | 10           |
| ISO 5       | 100          |
| ISO 6       | 1 000        |
| ISO 7       | 10 000       |
| ISO 8       | 100 000      |